# Ernst Josephson
Ernst Josephson (né le 16 avril 1851 à Stockholm (Suède), décédé le 22 novembre 1906) est un peintre suédois.

## Biographie
Il a fait ses études d'art en Italie, en France et aux Pays-Bas, entre autres, et aurait dit à l'âge de 20 ans : « Je deviendrai le Rembrandt de Suède ou je mourrai ».

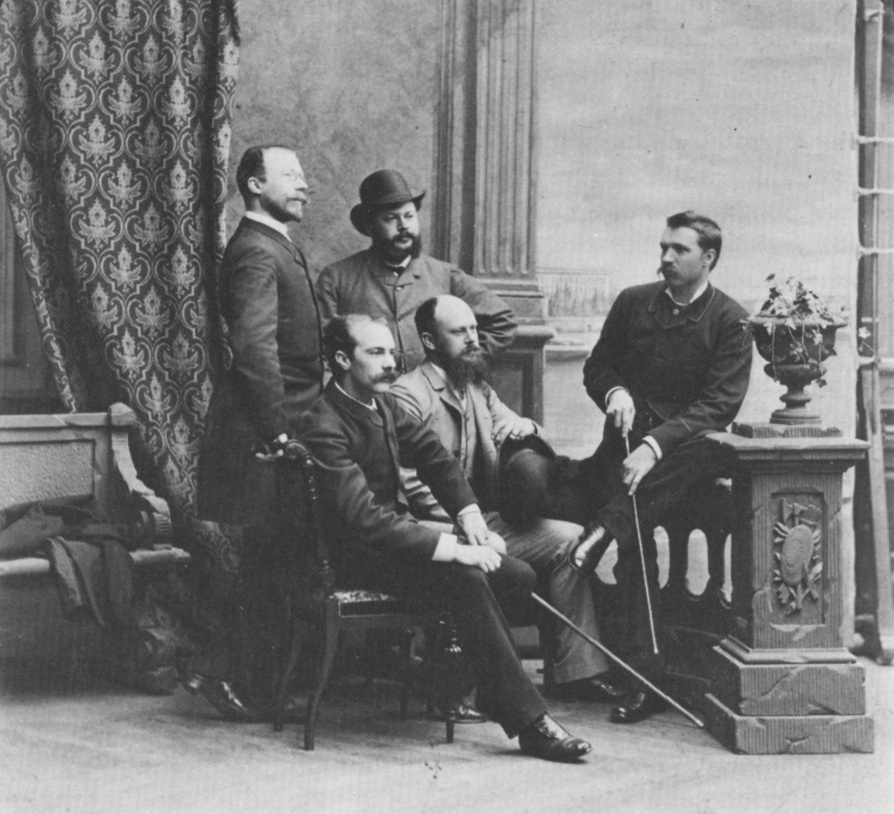
Les fondateurs de la Konstnärsförbundet en 1885 : Ernst Josephson portant le chapeau au fond, Carl Larsson à sa droite et Per Hasselberg à sa gauche, assis devant se trouvent Richard Bergh et August Hagborg

En 1884, il publie deux articles dans le journal suédois Dagens Nyheter sur ce que doivent être l'art et son enseignement, ces articles s'opposent aux méthodes de l'académie des Beaux-Arts de Stockholm. En 1885 et 1886, il est un des meneurs du groupe d'artistes suédois installés à Paris à l'origine de la Konstnärsförbundet (sv) (« Fédération des artistes »), une organisation créée en 1886 en opposition à l'académie des Beaux-Arts de Stockholm.
Cependant, sa vie est marquée par la maladie. Il contracte la syphilis à un âge relativement jeune. En 1888, lors d'un séjours en Bretagne en compagnie d'Allan Österlind, il devient malade mental, ayant des hallucinations religieuses et croyant qu'il est Dieu et Christ.
Plus tard, il est hospitalisé à Uppsala et est diagnostiqué schizophrène, mais il continue à travailler tout au long de sa maladie, souvent dans un état de transe.
Il écrit également de la poésie, dans les collections Svarta rosor (1888, Roses noires) et Gula rosor (1896, Roses jaunes). Son œuvre principale, Näcken (1884, le Nix), est refusée par le Musée national suédois à Stockholm ; cependant, le prince Eugén, duc de Närke, achète cette peinture.
Le tableau de Josephson Strömkarlen montre la forte influence qu'il a sur la culture actuelle des peintres figuratifs scandinaves, notamment le norvégien Odd Nerdrum.

## Galerie

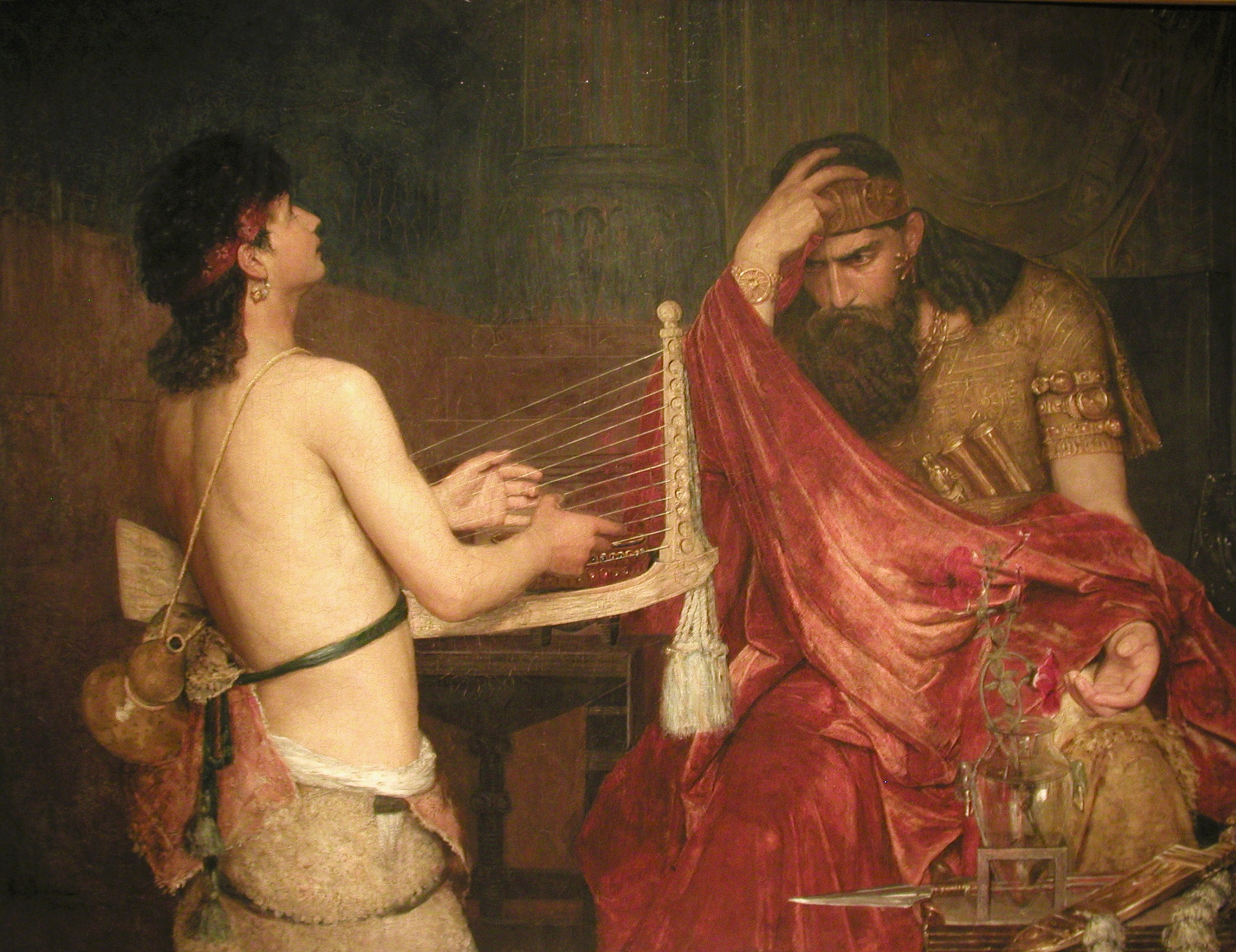
David and Saul, (1878).
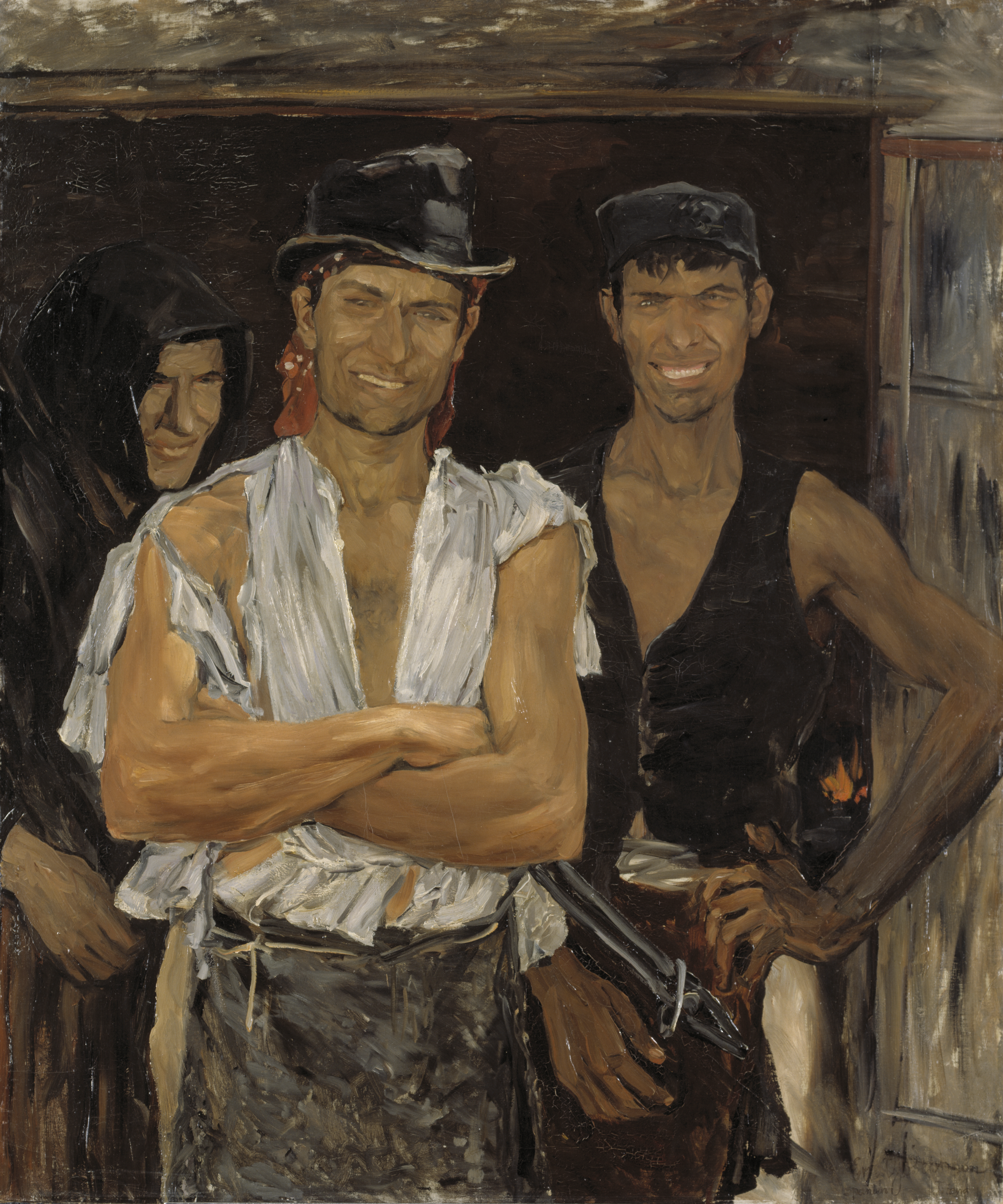
Spanish blacksmiths, (1881).
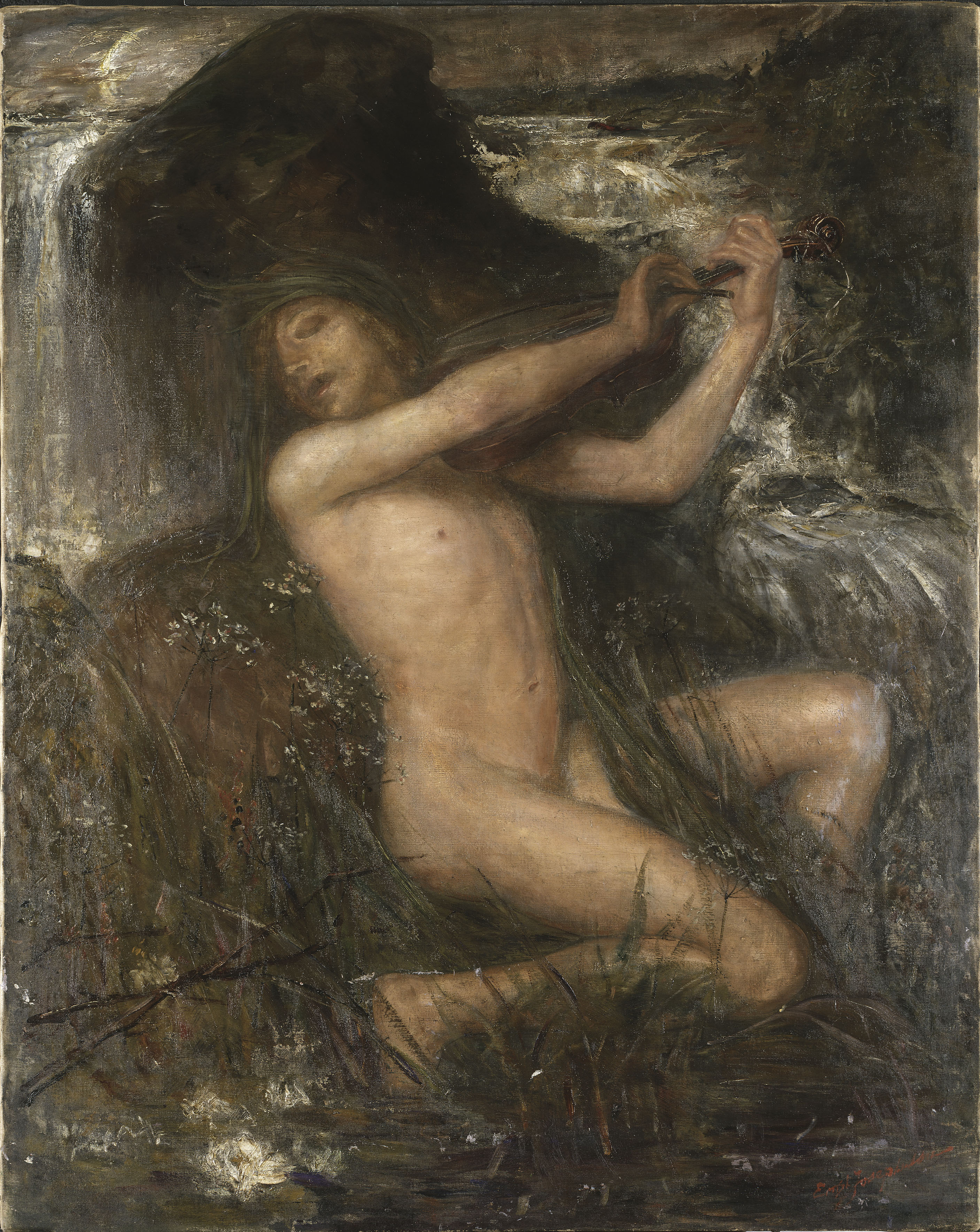
Näcken, (1882).
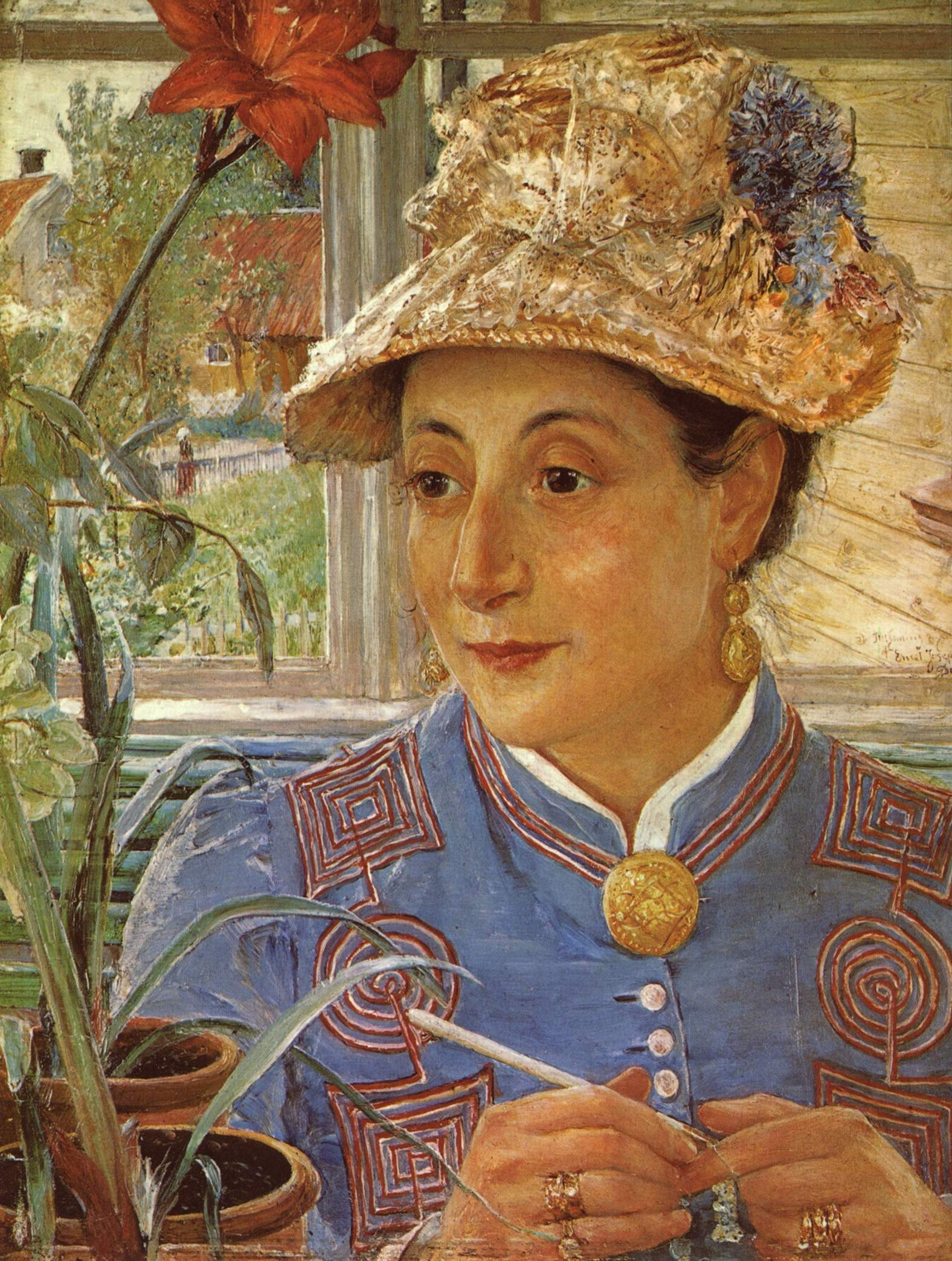
Portrait of Jeanette Rubenson, (1883).
Soleil d'automne, (1886).
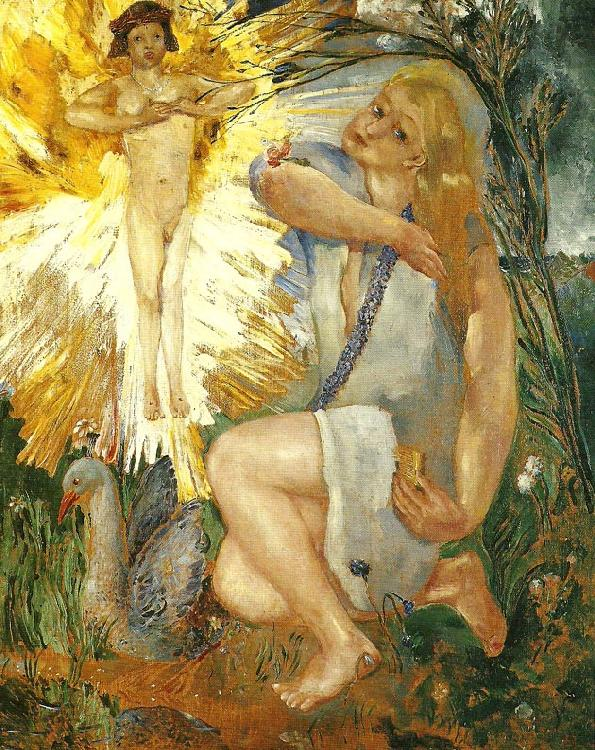
Gåslisa, (1888–1890).
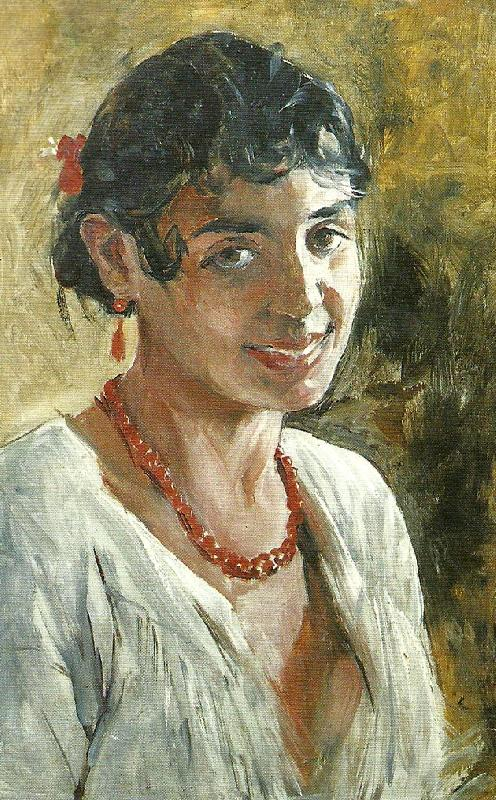
Smile, (1890).
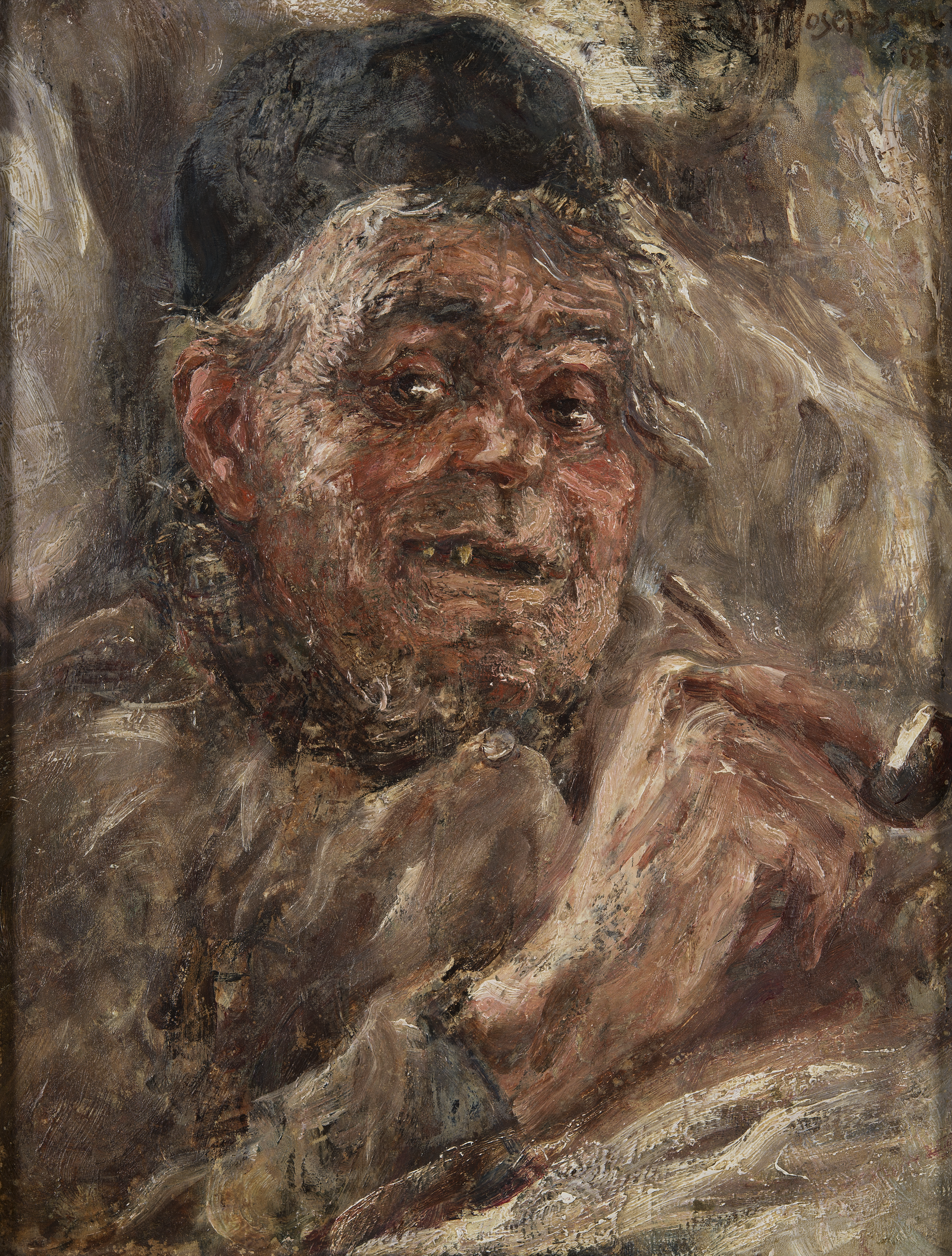
Le receveur des postes à Bréhat
Ernst Josephson par Axel Leonard Borg
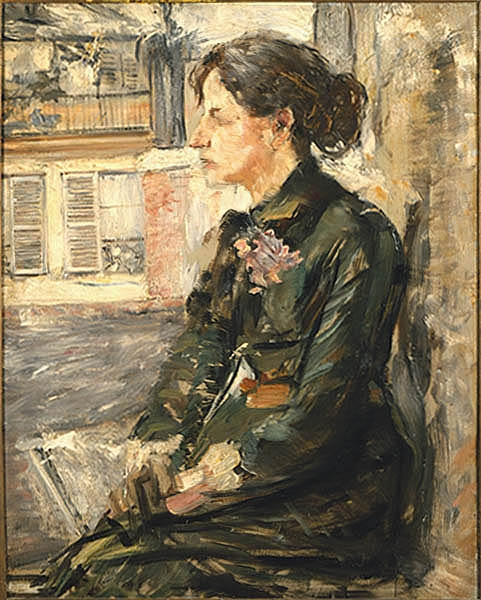
Portrait de Louise Catherine Breslau par Ernst Josephson (1886)